# Radical Optimism
A Radical Optimism az angol-albán Dua Lipa énekesnő harmadik stúdióalbuma, mely 2024. május 3-án jelent meg a Warner Music Group kiadónál. A Future Nostalgia óta négy év után ez az első teljes hosszúságú stúdióalbuma. Lipa az albumon olyan producerekkel dolgozott együtt, mint Kevin Parker, Danny L Harle, Ian Kirkpatrick és Andrew Wyatt. Az albumot három kislemez előzte meg: A Houdini, Training Season és az Illusion.
A "Radical Optimism" a megjelenésekor többnyire pozitív kritikákban részesült. A legtöbb kritikus dicsérte az album neopszihedéliáját, de néhányan kevésbé radikálisnak találták, mint amilyen lehetett volna. Az Egyesült Királyságban a brit albumlista élén debütált, és három év óta ő volt az első brit női előadó, akinek albuma rögtön az első helyen nyitott. Az albumot a 2024 júniusában induló The Radical Optimism Tour népszerűsíti.

## Előzmények
Lipa második stúdióalbuma a Future Nostalgia 2020 márciusában jelent meg, mely teljes körű elismerést kapott. Ebben az évtizedben a diszkó és a dance-pop zene újjáéledésének jelentős tényezőjeként tartották számon az albumot, melyről több kislemez is megjelent, köztük a "Don't Start Now", és az arany minősítést kapott "Levitating" című dal. A 2021-es Grammy-díjátadón és a Brit Awards ceremónián az album elnyerte a legjobb pop vokális album, és az év brit album díjat. A "Future Nostalgia" albumból remixalbum és egy újrakiadás is készült. Lipa 2022 február és november között koncertezett egy 91 helyszínből álló turné keretében Amerikában, Európában, és Óceániában is.
2023-ban Lipa elárulta, hogy harmadik stúdióalbuma valamikor 2024-ben jelenik meg, egy teljesen új hangzásvilággal, így eltávolodik a korábbi "Future Nostalgia" diszkó hangzásvilágától, és ehelyett inkább a 70-es évek pszichedeliájából merít magába. Miután Lipa 2023 októberében törölte az összes Instagram bejegyzését, közzétett magáról egy vöröshajú képet a "Hiányzom?" felirattal. Az új zenére várva Lipa rejtélyes feliratokkal ellátott képeket tett közzé a közösségi médiában, valamint ideiglenesen lecserélte korábbi albumainak kaleidoszkópszerű verziókra a streaming szolgáltatásokban.
Lipa 2024. március 13-án jelentette be harmadik stúdióalbumát, a "Radical Optimism"-et és annak megjelenési dátumát egy Instagram élő közvetítésen keresztül.

## Összetétel
A "Radical Optimism" egy olyan album, mely "a tiszta örömet és boldogságot csapolja meg", hogy tisztában legyen ezekkel a helyzetekkel, beleértve a "kemény búcsút, és a sebezhető kezdeteket", amelyek végül mérföldköveknek bizonyultak annak eredményeként, hogy az optimizmust és a kegyelmet választották a káoszon keresztül történő navigáláshoz. Az albumon érezhető Lipa szülővárosának Londonnak az energiája, valamint a 90-es évek Britpopjának nyerssége, őszintesége, magabiztossága, és szabadsága, melyek az albumot ihlették. Lipa egy sajtóközleményben elmondta, hogy a "fiatalság, a szabadság, és a szórakozás" lényegét ragadja meg az albummal. A "Radical Optimism" fogalmát, amelyet eredetileg az Allegra Lab  antropológiai kollektíva talált ki, néhány évvel korábban egy barátja ismertette meg vele, ami visszhangra talált benne, és lehetővé tette, hogy beleszője az életébe. Lipa a kifejezéstől inspirálva azon kapta magát, hogy a "pszichedelia, a trip-hop és a britpop" történetét kutatja. A koncepció magabiztos optimista érzésnek bizonyult az énekesnő számára, amelyet igyekezett beleépíteni a felvételeibe.

## Megjelenés és promóció
A Radical Optimism 2024. május 3-án jelent meg a Warner Records gondozásában. Az albumot elérhetővé tették a digitális platformokon, és a streaming szolgáltatások keretében. Fizikai hanghordozón kazettán, CD-n, és bakelit lemezen jelent meg különféle változatokban. Az album előrendelése 2024. március 13-án kezdődött el. Az album dalainak listáját Lipa március 13-án tette közé.
Lipa szerint a "Radical Optimism" címet az a gondolat ihlette, hogy kecsesen átvészeljünk bármilyen káoszt, és úgy érezzük, hogy bármilyen vihart képesek vagyunk átvészelni. Az album borítóját a bejelentéssel együtt leplezték le. A Tyrone Lemon által készített felvételen az óceánban lebegő énekesnőt és egy közeli cápa sziluettjét ábrázolja, amely látszólag felé közeledik.

### Kislemezek
Az album megjelenését két kislemez előzte meg. A vezető kislemez a Houdini 2023. november 9-én jelent meg a hozzá tartozó videoklippel együtt. A dal slágerlistás első helyezést ért el Belgiumban, Bulgáriában, és Görögországban. Második lett az Egyesült Királyságban, és Top 10-es különböző országokban. Az Egyesült Államokban a 11. helyig sikerült jutnia, valamint tíz hétig vezette a Billboard Hot Dance/Electronic Songs kislemezlistáját is.
A második kimásolt kislemez a Training Season 2024. február 15-én jelent meg. A dal először a 66. Grammy-díjátadón hangzott el először élőben. A dalt limitált 7 inches kislemezen, CD-n, és kazettán is megjelentették, melyen az instrumentális, az acapella, extended változatok hallhatóak. A dalt a digitális streaming platformokon is elérhetővé tették. A dalhoz tartozó videoklipet Vincent Hancock rendezte. A dal a 4. helyen debütált a brit kislemezlistán, Írországban a 6. míg Új-Zélandon a 10. helyezést érte el. Kanadában a 11. lett, az Egyesült Államokban pedig a 27. helyezést érte el. A legtöbb országban Top 40-es helyezést érte el. A dal akusztikus változata 2024. március 22-én jelent meg a digitális és streaming szolgáltatásokon, illetve Chloé Caillet remixe március 29-én látott napvilágot.
Az "Illusion" az album harmadik kislemezeként jelent meg 2024. április 11-én. A dal instrumentális, extended, és acapella változatai még aznap megjelentek a digitális és streaming platformokon. A dal a 9. helyen debütált az Egyesült Királyságban, és ezzel zsinórban a harmadik Top 10-es slágere lett az országban. Számos országban Top 40-es helyezést érte el. A dal az US Dance/Electronic Songs toplista csúcsára is eljutott, és ez lett a második kislemez az albumról, mely ott érte el az első helyezést. A dalhoz tartozó klip Kylie Minogue 2003-as Slow című videójához hasonlít.

### Élő előadások
Lipa 2024. február 4-én nyitotta meg a 66. Grammy-díjátadót a Houdini című dallal, és ekkor mutatta be az akkor még kiadatlan "Training Season" című dalt is. Ez utóbbi dalt március 2-án a Brit Awards ceremóniáján is előadta. Lipa fellép a 2024 júliusában megrendezésre kerülő Glastonbury Fesztiválon, az Open'er Fesztivál, Rock Werchter, a NOS Alive és Mad Cool rendezvényeken júliusban.
Az album promóciójának részeként Lipa az album dalait különböző helyszíneken adta elő. A "Houdini" és "Training Season" egy londoni raktárban forgatott klipje 2024. január 12-én, illetve március 15-én került fel a YouTubera. A "London Sessions" alcímet viselő előadásokat audio formátumban is megjelentették a digitális és streaming platformokon, a debütálás napján. Lipa a "Training Sessions"-t 2024. március 24-én ismét előadta a Brit Awards zenei díjátadó ünnepségen.
Lipa felvett egy műsort a BBC Radio 1 Live Lounge című műsorába a Maida Vale Stúdióban, melyet a BBC One 2024. május 6-án sugárzott. Előadásában a 2015-ös adáson kívül a "Training Season" az "Illusion" és a "Happy for You" című dalok szerepeltek a "Radical Optimism" című stúdióalbumról, de elhangzott a "Be the One" című dal, és egy Cleo Sol feldolgozás, a 2021-es "Sunshine" című dal is. Lipa előadta április 25-én előadta az album három kislemezét a Time Magazin 100-as gáláján. Az eseményt május 12-én az ABC televízióban sugározták. Május 4-én, egy nappal az album megjelenése után Lipa a Saturday Night Live című műsor műsorvezetője volt, ahol előadta az "Illusion"-t, és a "Happy for You" című dalokat. Másnap az utóbbi dalt ismét előadta az album három megjelent kislemeze mellett, egy meglepetés koncerte a New York-i Times Squaren.
Lipa a 2024-es Glastonbury Fesztivál főszereplője lesz júniusban, valamint az Open'er Fesztivál, a Rock Werchter, a NOS Alive és a Mad Cool rendezvényeken is fellép júliusban. Október 17-én egy egyszeri koncertet ad a londoni Royal Albert Hall-ban. Azok a rajongók, akik előrendelték a "Radical Optimism"-ot, április 10-én egy előzetes értesítést kaptak a jegyvásárlásról, amit két nappal később az általános jegyértékesítés követte a Ticketmasteren keresztül.

### Turné
2024. március 10-én Lipa bejelentette a Radical Optimism on Road Turnét, amely egy európai koncertkörút az album népszerűsítésére. A jegyek értékesítése március 21-én indult a Ticketmasteren keresztül. Azok a rajongók, akik előrendelték az albumot, előzetes hozzáférést kaptak a jegyvásárláshoz a hivatalos értékesítés előtt két nappal.

## Kritikák
| Értékelések      |           |
| Értékelő         | Értékelés |
| ADM              | 6.7/10    |
| MC               | 73/100    |
| Allmusic         | [ 56 ]    |
| Dork             | [ 57 ]    |
| The Guardian     | [ 58 ]    |
| The Independent  | [ 59 ]    |
| NME              | [ 60 ]    |
| The Observer     | [ 61 ]    |
| Pitchfork        | 6.6/10    |
| Rolling Stone UK | [ 63 ]    |
| Slant Magazine   | [ 64 ]    |

A "Radical Optimism" kedvező kritikákat kapott a zenekritikusoktól. A Metacritic 100-ból 73 pontot adott az albumra.
El Hunt (Evening Standard) azt mondta az albumról: "Annak ellenére, hogy a címe úgy hangzik, mint egy inspiráló hűtőmágnes, igazi dance-pop gyöngyszemekkel büszkélkedhet, amelyek közvetlenül a teljesítmény tetején helyezkednek el", majd hozzátette: "Ez egy kissé félkegyelmű kísérlet". A Financial Times számára Ludovic Hunter-Tinley azt mondta, hogy a "sok produkciós réteg, és effektus során a dalok hasonlóan egyértelmű groove-ot tartalmaznak.
Aimee Phillips a Clash-tól az alábbiakat mondta: "Nem látom, hogy a Radical Optimism egyenesen az első helyre csússzon a rajongók kedvenceként, de ha a Future Nostalgia lassú égése bármikor is elmúlik, Dua Lipának megvan az oka, ahogyan a legújabb projekt sugallja, hogy radikálisan optimista legyen az album jövőjét illetően. Lisa Wright (DIY magazin) megjegyezte: "Az albumon bőven van napfényes, hangulatos optimizmus, de ez nem annyira radikális".
A The Line of Best Lith online magazin munkatársa Claire Biddles azt mondta: "Dua dance-pop dalaiban bebizonyította, hogy a dalok "pop" része rendben van, de a sztár még mindig hiányzik belőle. Az NME munkatársa Thomas Smith azt írta: "Talán igazságtalanság túlságosan felfogni Lipát egy profilban szereplő megjegyzéssel szemben, amely túlságosan szó szerint eldobható volt, de a Radical Optimism nem kínál mást, minthogy megfogja azt". Jaeden Pinder (Paste) úgy gondolta, hogy az albumból hiányzik a "mélység és a kockázat", és inkább "matricák sorozatának" nevezte a dalokat, nem pedig "teljesen kidolgozott lemeznek".
A The Sunday Times számára Dan Cairns azt írta az albumról: "Kimagasló.., hangzatos, részletgazdag, különösen a 6. dal, amely sztárhoz illő dalként hivatkozik rá". Míg az albumot így jellemezte: "Radikális? Nem, Nagyszerű".

## Az albumon szereplő dalok listája
| Standard változat | Standard változat | Standard változat | Standard változat | Standard változat | Standard változat | Standard változat | Standard változat | Standard változat | Standard változat |
|                   | Cím               | Szerző(k) | Producer(ek)      | Hossz             |                   |                   |                   |                   |                   |
| ----------------- | ----------------- | --- | ----------------- | ----------------- | ----------------- | ----------------- | ----------------- | ----------------- | ----------------- |
| 1.                | End Of An Era     | Caroline Ailin · Dua Lipa · Tobias Jesso Jr. · Kevin Parker · Danny L. Harle                                             | Kevin Parker      |                   |                   |                   |                   |                   |                   |
| 2.                | Houdini           | Dua Lipa Caroline Ailin Danny L Harle Tobias Jesso Jr. Kevin Parker                                                      | Harle · Parker    | 3:06              |                   |                   |                   |                   |                   |
| 3.                | Training Season   | Lipa Ailin Steve Francis Richard Mastroianni Shaun Frank Nick Gale Yaakov Gruzman Harle Jesso Jr. Parker Martina Sorbara | Harle · Parker    | 3:29              |                   |                   |                   |                   |                   |
| 4.                | These Walls       | Caroline Ailin · Dua Lipa · Tobias Jesso Jr. · Kevin Parker · Danny L. Harle                                             | Parker            | 3:18              |                   |                   |                   |                   |                   |
| 5.                | Whatcha Doing     | Caroline Ailin · Dua Lipa · Tobias Jesso Jr. · Kevin Parker · Danny L. Harle                                             | Parker            | 3:38              |                   |                   |                   |                   |                   |
| 6.                | French Exit       | Dua Lipa · Kevin Parker · Danny L. Harle                                                                                 | Parker            | 3:21              |                   |                   |                   |                   |                   |
| 7.                | Illusion          | Caroline Ailin · Dua Lipa · Tobias Jesso Jr. · Kevin Parker · Danny L. Harle                                             | Parker            | 3:08              |                   |                   |                   |                   |                   |
| 8.                | Falling Forever   | Dua Lipa · Kevin Parker                                                                                                  | Parker            | 3:43              |                   |                   |                   |                   |                   |
| 9.                | Anything for Love | Dua Lipa | Parker            | 2:22              |                   |                   |                   |                   |                   |
| 10.               | Maria             | Dua Lipa | Parker            | 3:08              |                   |                   |                   |                   |                   |
| 11.               | Happy for You     | Dua Lipa | Parker            | 4:06              |                   |                   |                   |                   |                   |
| 36:35             |                   | |                   |                   |                   |                   |                   |                   |                   |

| 12. | Houdini (Danny L. Harle(Adam Port Mix) | Dua Lipa · Tobias Jesso Jr. · Kevin Parker · Ailin                                               | Parker · Harle · Poole Ailin                                | 3:22 |
| 13. | Houdini (Danny L Harle 'slowride' mix) | Dua Lipa · Tobias Jesso Jr. · Kevin Parker · Ailin                                               | Dua Lipa · Tobias Jesso Jr. · Kevin Parker · Danny L. Harle | 3:05 |
| 14. | Houdini (Chloé Caillet mix)            | Dua Lipa · Tobias Jesso Jr. · Kevin Parker · Nick Gale · Sorbata · Frank · Gruzman · Mastroianni | Dua Lipa · Tobias Jesso Jr. · Kevin Parker · Danny L. Harle | 4:55 |

| 12. | Houdini (London sessions)          | Dua Lipa · Tobias Jesso Jr. · Kevin Parker · Ailin                                               | Parker · Harle · Poole Ailin                                | 3:02 |
| 13. | Training Seasons (London sessions) | Dua Lipa · Tobias Jesso Jr. · Kevin Parker · Nick Gale · Sorbata · Frank · Gruzman · Mastroianni | Dua Lipa · Tobias Jesso Jr. · Kevin Parker · Danny L. Harle | 4:07 |

| 12. | Houdini (London sessions)           | Dua Lipa · Tobias Jesso Jr. · Kevin Parker · Ailin | Parker · Harle · Poole Ailin                                | 3:02 |
| 13. | Training Sessions (London sessions) | Dua Lipa · Tobias Jesso Jr. · Kevin Parker · Ailin | Dua Lipa · Tobias Jesso Jr. · Kevin Parker · Danny L. Harle | 4:07 |
| 14. | Illusion (London sessions)          | Lipa · Parker · Harlen · Jesso · Ailin             | Dua Lipa · Tobias Jesso Jr. · Kevin Parker · Danny L. Harle | 3:12 |

## Slágerlista
| Slágerlista (2024)                            | Legjobb helyezések |
| --------------------------------------------- | ------------------ |
| Australian Albums (ARIA)                      | 2                  |
| Hollandia (Dutch Charts Album Top 100)        | 1                  |
| Franciaország (SNEP Album Top 100)            | 1                  |
| Finnország (Musiikkituottajat Albumit Top 50) | 3                  |
| Németország (Offizielle Top 100)              | 3                  |
| Írország (OCC)                                | 2                  |
| Italian Albums (FIMI)                         | 2                  |
| Japanese Digital Albums (Oricon)              | 8                  |
| Japanese Hot Albums (Billboard Japan)         | 24                 |
| Lithuanian Albums (AGATA)                     | 3                  |
| Magyarország (MAHASZ Top 40 albumlista)       | 1                  |
| New Zealand Albums (RMNZ)                     | 2                  |
| Norvégia (VG-lista Album Top 40)              | 3                  |
| Egyesült Királyság (Scottish Albums)          | 1                  |
| Egyesült Királyság (UK Albums Chart)          | 1                  |

## Megjelenések
| Ország             | Dátum          | Formátum(ok)                                       | Változat(ok)                 | Label  | Ref.   |
| ------------------ | -------------- | -------------------------------------------------- | ---------------------------- | ------ | ------ |
| Különböző          | 2024. május 3. | Kazetta · CD · LP · Digitális letöltés · streaming | Standard                     | Warner | [ 86 ] |
| Egyesült Királyság | 2024. május 3. | CD                                                 | HMV exclusive limited deluxe | Warner | [ 87 ] |
| Különböző          | 2024. május 5. | Digitális letöltés                                 | Special D2C                  | Warner | [ 88 ] |
| Japán              | 2024. május 8. | CD                                                 | Japanese bonus tracks        | Warner | [ 89 ] |